# ملوا
ملوا (انگلیسی: Malwa) نام یک ناحیهٔ تاریخی در غرب مرکزی هندوستان می‌باشد. پیشتر به این ناحیه مدیه برات هم گفته می‌شده‌است.

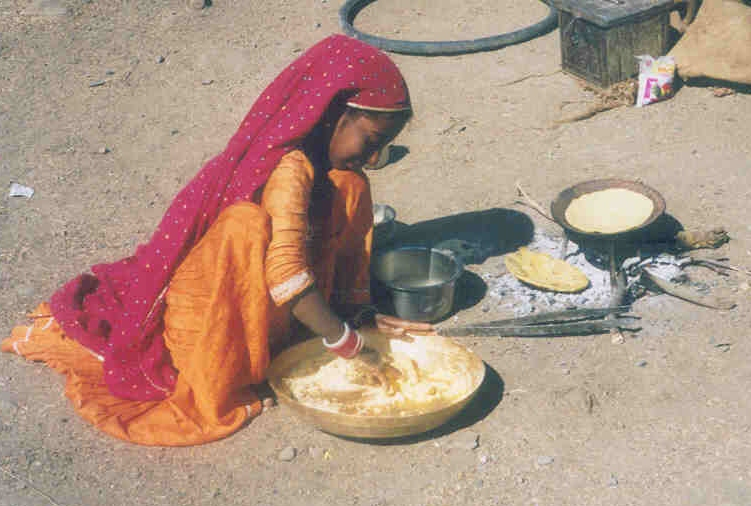
دختری از قبیله کوچ نشین گادیا لوهرس مروار که در حومه روستایی در ناحیه رتلام آشپزی می‌کند.

## ریشه نام ملوا
نام این ناحیهٔ ملوا از نام قومی باستانی به نام قبیلهٔ ملواها برگرفته شده‌است.
در فارسی قدیم هند نام آن را به صورت مالْوه می‌نوشتند.